# سان-جون-دو-نيوست
سان-جون-دو-نيوست (بالفرنسية: Saint-Jean-de-Niost، وتُلفظ: [sɛ̃ ʒɑ̃ də njɔst]) هي بلدية فرنسية تقع في إقليم الآن. رمز إنسي لها هو:1361. أما الرمز البريدي لها فهو: 1800.